# Eoin Ryan
Eoin Ryan (n. 24 februarie 1953, Dublin, Irlanda) este un om politic irlandez, membru al Parlamentului European în perioada 2004-2009 din partea Irlandei.